# Палаццо Микьель далле Колонне
Палаццо Микьель далле Колонне (итал. Palazzo Michiel Dalle Colonne) — дворец в Венеции, расположенный на северном берегу Гранд-канала в сестиере (районе) Каннареджо. Здание находится южнее пересечения Рио-дель-Сантиссими-Апостоли с Гранд-каналом, рядом с Палаццо Микьель дель Бруза и через канал от Риальто-Меркато (рынок у моста Риальто) на Кампо-делла-Пескария (Рыбной площади). Дворец также называют Palazzo Michiel Dalle Colonne a Santa Sofia, поскольку недалеко находится церковь Санта-София.

## История и архитектура
Здание, возможно, было построено в XIII веке семьёй Гримани, чей герб высечен на колодце во дворе палаццо, примыкающем к входу. Здание было построено в характерном для того времени венецианско-византийском стиле. Дворец ещё принадлежал семье Гримани в 1500 году, когда был увековечен на известной карте Венеции, созданной Якопо де Барбари: он состоял из компактного объёма прямоугольного в плане, развёрнутым на трёх высотных уровнях. Нижний уровень (piano) сохранил изначальную лоджию с колоннами (давшими название зданию). Второй и третий этажи имеют характерные трёхчастные окна типа серлианы.
В 1697 году здание перестраивали по проекту Антонио Гаспари. На протяжении веков у здания сменилось много владельцев. В 1702 году дворец был продан Фердинандо Карло ди Гонзага-Неверскому, последнему герцогу Мантуи и Монферрато. Он жил там постоянно с 1706 года, когда был свергнут австрийцами, вышедшими победителями в войне за испанское наследство.
В 1712 году, после того как герцог скончался в 1708 году, дворец приобрела семья графов Конильи, дворян из Вероны. Похоже, они никогда им не пользовались и в 1714 году продали его ветви патрициев Микьель, уже владевшей различными другими владениями, разбросанными между Санта-Софией и Сантиссими-Апостоли. Следовательно, версия, согласно которой название дворца произошло от имени дожа Витале II Микьеля, во времена которого были возведены колонны на площади Сан-Марко, не имеет под собой никаких оснований. Дальнейшие перестройки этого времени происходили одновременно с соседним зданием тех же владельцев: Палаццо Микьель дель Бруза.
В 1716 году семья Микьель принимала курфюрста Фридриха Августа I Саксонского, впоследствии герцога Варшавского, и Карла Альбрехта, курфюрста Баварии (будущего Карла VII, императора Священной Римской империи). Хозяева добавили третий этаж. Дворец славился своими празднествами, карнавалами, театральными представлениями.
В 1775 году интерьеры здания оформлял Микеланджело Морлайтер по случаю свадьбы Маркантонио Микьеля и Джустины Ренье. К его работе относят лепной декор в технике стукко. В 1834 году здание и его имущество перешло к племяннику Джустины Ренье, Леопардо Мартиненго, которые в 1884 году унаследовала Дона делле Розе.
В 1930-х годах в Палаццо Микьель далле Колонне разместились правление провинциальной федерации Фашистской партии (Casa del Fascio) и другие министерства. По этой причине здание переименовали в «Ca 'Littoria» (Дворец Литтории; от fascio littorio — «ликторская связка», эмблема итальянских фашистов). После Второй мировой войны, после периода оккупации, палаццо преобразовали в Палату труда под названием «Ка Маттеотти» (Ca' Matteotti), по имени Джакомо Маттеотти, антифашиста, убитого 10 июня 1924 года в Риме фашистскими боевиками.
В 1954 году здание вернули в государственную собственность. В настоящее время здание как исторический и художественный памятник зарегистрировано Управлением по культурному наследию Венеции. В 2002—2003 годах во дворце проводились реставрационные работы.